# سبيس ميكس '98
سبيس ميكس 98 (بالإنجليزية: Space Mix '98)‏ هي الأغنية الثالثة من ألبوم مودرن توكينغ السابع، العودة للخير. إنها ميجا ميكس. لم يتم إصدار الأغنية في ألمانيا والنمسا وسويسرا، ولكن في بلدان أخرى في أوروبا وبقية العالم.

## قائمة التشغيل
قرص مضغوط مفرد فرنسا 1998
1. «سبيس ميكس '98» (الفذ. إريك سينجلتون) - 4:28
2. «نحن نغتنم الفرصة» - 4:07

CD-Maxi Hansa 74321 63193 2 (BMG) 1998
1. «الفضاء ميكس» (الفذ. إريك سينجلتون) - 4:28
2. «نحن نغتنم الفرصة» - 4:07
3. يمكنك الفوز إذا أردت (الإصدار الجديد) - 3:37

12 "مفردة BMG 74321 59782-1 1998
1. «سبيس ميكس 98» - 21:55
2. «سبيس ميكس 98» (نسخة قصيرة) - 4:37
3. «أنت قلبي، أنت روحي» (مودرن توكينغ ميكس 98 . إريك سينجلتون) - 3:17
4. «أنت قلبي، أنت روحي» (مودرن توكينغ ميكس 98. إريك سينجلتون الموسعة) - 6:57

## شؤون الموظفين
- من إنتاج ديتر بولين
- إنتاج مشترك من قبل لويس رودريغيز
- كتبه وألحانه ديتر بولين
- تم نشر سبيس ميكس '98 بواسطة Hanseatic
- الصورة: مانفريد إيسر
- تصميم الجرافيك: رونالد راينسبرغ، برلين